# ファイル (GNOME)
ファイル（以前はNautilus）はGNOMEデスクトップの標準GUIファイルマネージャ。GVfsを通してSamba、NFSなどのリモートファイルシステムに透過的にアクセスすることもできる。オプションでフォルダ内にウェブサイトを表示することもできる。

## 歴史
ファイルの発祥であるNautilusは元々Eazel社によって開発されていた。しかし、バージョン1.0を2001年3月14日にリリースした後、2001年5月にEazel社は破産したために、以後オープンソースコミュニティで開発が続けられることになった。なお、Eazel社はもともとGPLの下で開発を行っていた。
Nautilusのバージョン1.0が発表された当時、動作が非常に遅いと批判された。GNOME 1.4では標準ファイルマネージャをGMC (Gnome Midnight Commander) からNautilusに変更したために、GNOMEも批判の的になった。以後2002年にGNOME 2.0用のバージョン2.0をリリースした後は、GNOMEとの統合性や軽量化を進めた。例えばアイコンがオウム貝の絵からフォルダの絵になったが、これはGNOME Human Interface Guidelines（HIG）への準拠のためである。また、デスクトップフォルダが ~/Desktop になったのもfreedesktop.orgの標準に合わせたものである。GNOME 2.5のNautilusから、フォルダを開くごとにウィンドウが開くスペイシャルモードに変更されて高速化が図られたが、従来のブラウザモードに切り替えて使用することも可能となった。
GNOME 3.6より、「Nautilus」の名前が「ファイル」に改名された。ただし2025年5月現在においてもGNOME公式のアプリ紹介ページの「ファイル」のページのURL、パッケージ名やコマンド名等も「nautilus」のままである。

## 機能
代表的な機能を挙げる。
- GVfsによる、FTP、Windows Server Message Block共有、OBEX、Files transferred over shell protocol、HTTP、WebDAV、SFTPの利用。
- アイコン、テキストファイル、画像等のサムネイル表示
- サイドバー
- エンブレムの設定
- 背景の設定
- ブックマーク機能
- タブ表示機能
- 拡張ペイン (同時に二つのディレクトリを表示する機能)
- GStreamerによる音声ファイルの再生。
- メディア挿入時のアクション